# Hypoderma albofasciatum
Hypoderma albofasciatum är en tvåvingeart som beskrevs av Josef Aloizievitsch Portschinsky 1884. Hypoderma albofasciatum ingår i släktet Hypoderma och familjen styngflugor. Inga underarter finns listade i Catalogue of Life.